# Aeroportul Sioux Gateway
Aeroportul Sioux Gateway (IATA: SUX, ICAO: KSUX, FAA LID: SUX) este un aeroport din Iowa, Statele Unite ale Americii ce deservește zona Sioux City⁠(d). Aeroportul a fost tranzitat în 2019 de 94.232 de pasageri. A fost deschis în 1942.
Situat la o altitudine de 335 m, aeroportul dispune de 2 piste.

## Infrastructură

### Piste
Aeroportul dispune de 2 piste. Pista 13/31 are suprafața de beton și dimensiunile 9.002 picioare × 150 picioare. Pista 17/35 are suprafața de asfalt și dimensiunile 6.600 picioare × 150 picioare. 